# Parroquia de Nuestra Señora del Rosario y San Benito de Palermo
La Basílica de Nuestra Señora del Rosario y San Benito de Palermo se levanta en la ciudad de Paysandú, Uruguay.

## Historia

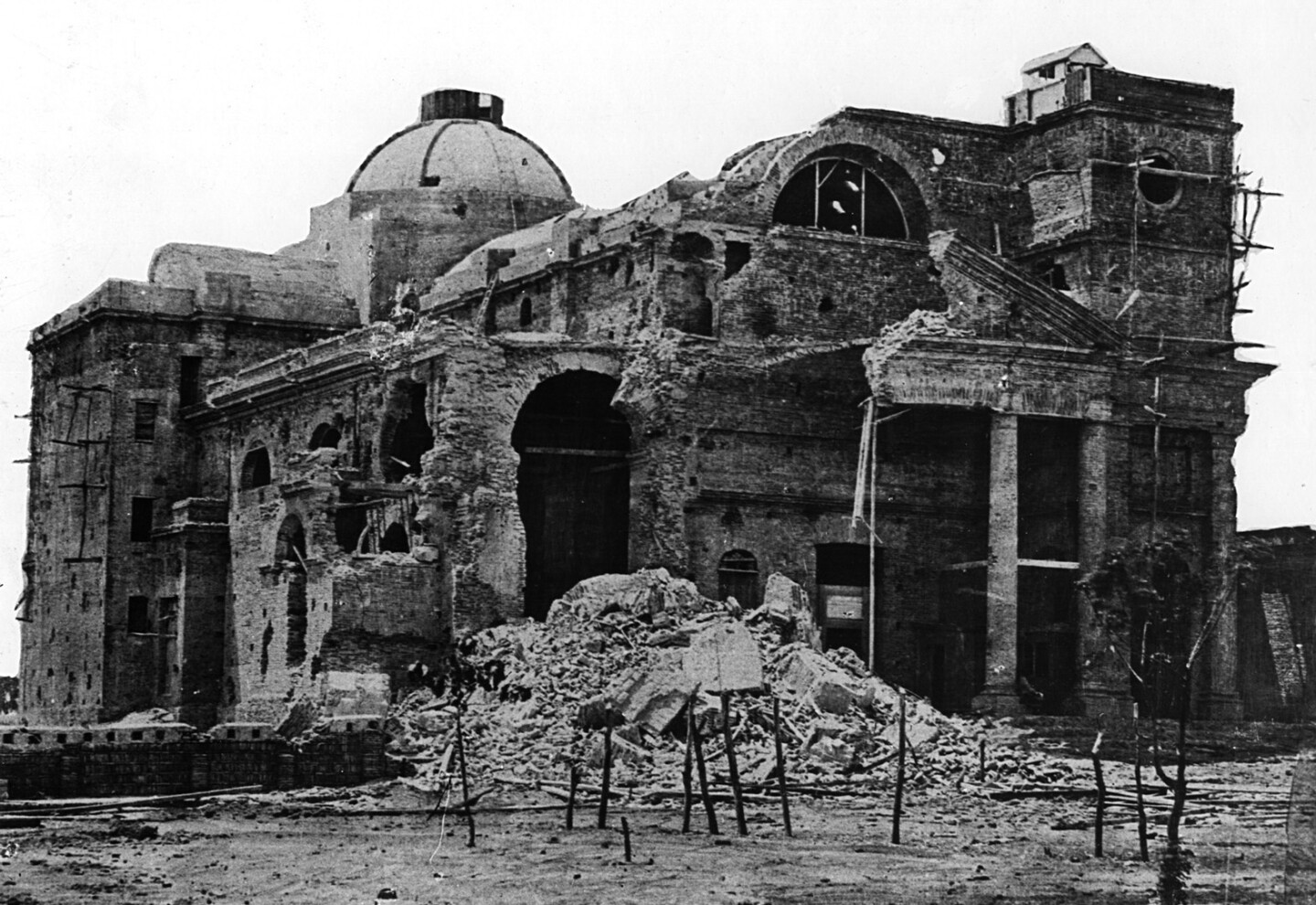
La Basílica devastada por bombardeos brasileños durante la Invasión brasileña de 1864.

En 1805 el obispo de Buenos Aires Benito Lué y Riega crea el Curato de Paysandú. Entre 1826 y 1845 ejerció la titularidad el presbítero Solano García. En 1860 se levanta el templo según el proyecto que conocemos actualmente.
Esta basílica es severamente dañada durante el Sitio de Paysandú en 1864-1865. Posteriormente fue reconstruida.
En 1906 se inaugura un órgano alemán, marca Walcker Orgelbau.
En 1949, el papa Pío XII la declara basílica menor.
En la actualidad, una comisión se encarga de recaudar fondos para la restauración completa de este soberbio edificio que, además de su significado religioso, es sede de numerosos eventos culturales.